# Ishikawaite
L'ishikawaite è un minerale.